# Brazil's Next Top Model (mùa 3)
Brazil's Next Top Model, Mùa 3 là mùa thứ ba của Brazil's Next Top Model. Chương trình được chiếu trên Sony Entertainment Television vào ngày 10 tháng 9 năm 2009.
Người chiến thắng trong cuộc thi mùa này là Camila Trindade, 20 tuổi từ Porto Alegre. Cô nhận được:
- 1 hợp đồng người mẫu và đại diện của Ford Models trong 2 năm
- Lên ảnh bìa cùng 6 trang biên tập cho tạp chí Gloss
- 1 hợp đồng với Expor Manequins trị giá R$100,000
- Chiến dịch quảng cáo cho C&A and Intimus
- 1 chuyến đào tạo tiếng Anh ở Ireland
- 1 chuyến đi 7 ngày tới Paris từ Student Travel Bureau
- 1 gói quà tặng từ Nivea
- 1 hộp trang sức từ TV Shopping Brasil

## Thí sinh
| Thí sinh          | Tuổi | Chiều cao              | Quê quán         | Bị loại ở | Hạng |
| ----------------- | ---- | ---------------------- | ---------------- | --------- | ---- |
| Jéssyca Schamne   | 18   | 1,76 m (5 ft 9+1⁄2 in) | Curitiba         | Tập 2     | 13   |
| Liana Góes        | 26   | 1,70 m (5 ft 7 in)     | Fortaleza        | Tập 3     | 12   |
| Rafa Xavier       | 19   | 1,85 m (6 ft 1 in)     | Natal            | Tập 4     | 11   |
| Camila Shiratori  | 21   | 1,73 m (5 ft 8 in)     | Guarulhos        | Tập 5     | 10   |
| Rafaela Machado   | 18   | 1,71 m (5 ft 7+1⁄2 in) | Santo André      | Tập 6     | 9    |
| Giovahnna Ziegler | 18   | 1,71 m (5 ft 7+1⁄2 in) | São Paulo        | Tập 7     | 8    |
| Fabiana Teodoro   | 20   | 1,72 m (5 ft 7+1⁄2 in) | São Paulo        | Tập 8     | 7    |
| Julliana Aniceto  | 19   | 1,76 m (5 ft 9+1⁄2 in) | Curitiba         | Tập 9     | 6    |
| Bia Fernandes     | 18   | 1,75 m (5 ft 9 in)     | Brasília         | Tập 10    | 5    |
| Tatiana Domingues | 20   | 1,74 m (5 ft 8+1⁄2 in) | Rio de Janeiro   | Tập 11    | 4    |
| Mírian Araújo     | 24   | 1,77 m (5 ft 9+1⁄2 in) | Feira de Santana | Tập 13    | 3    |
| Bruna Brito       | 21   | 1,80 m (5 ft 11 in)    | Curitiba         | Tập 13    | 2    |
| Camila Trindade   | 20   | 1,73 m (5 ft 8 in)     | Porto Alegre     | Tập 13    | 1    |

## Thứ tự gọi tên
| Thứ tự | Tập       | Tập       | Tập       | Tập       | Tập       | Tập       | Tập       | Tập       | Tập       | Tập       | Tập       | Tập       | Tập       |  |
| Thứ tự | 1         | 2         | 3         | 4         | 5         | 6         | 7         | 8         | 9         | 10        | 11        | 13        | 13        |  |
| ------ | --------- | --------- | --------- | --------- | --------- | --------- | --------- | --------- | --------- | --------- | --------- | --------- | --------- |  |
| 1      | Mírian    | Camila T. | Mírian    | Bruna     | Bia       | Tatiana   | Julliana  | Bruna     | Tatiana   | Bruna     | Camila T. | Camila T. | Camila T. |  |
| 2      | Camila T. | Camila S. | Giovahnna | Giovahnna | Camila T. | Fabiana   | Tatiana   | Camila T. | Bruna     | Tatiana   | Bruna     | Bruna     | Bruna     |  |
| 3      | Giovahnna | Fabiana   | Camila T. | Camila S. | Tatiana   | Julliana  | Mírian    | Bia       | Bia       | Camila T. | Mírian    | Mírian    |           |  |
| 4      | Bia       | Bruna     | Julliana  | Camila T. | Mírian    | Mírian    | Bia       | Mírian    | Camila T. | Mírian    | Tatiana   |           |           |  |
| 5      | Rafaela   | Rafaela   | Bruna     | Julliana  | Bruna     | Bia       | Fabiana   | Julliana  | Mírian    | Bia       |           |           |           |  |
| 6      | Tatiana   | Julliana  | Rafaela   | Mírian    | Rafaela   | Bruna     | Bruna     | Tatiana   | Julliana  |           |           |           |           |  |
| 7      | Bruna     | Tatiana   | Rafa      | Bia       | Fabiana   | Camila T. | Camila T. | Fabiana   |           |           |           |           |           |  |
| 8      | Julliana  | Giovahnna | Tatiana   | Tatiana   | Julliana  | Giovahnna | Giovahnna |           |           |           |           |           |           |  |
| 9      | Rafa      | Mírian    | Fabiana   | Rafaela   | Giovahnna | Rafaela   |           |           |           |           |           |           |           |  |
| 10     | Jéssyca   | Bia       | Bia       | Fabiana   | Camila S. |           |           |           |           |           |           |           |           |  |
| 11     | Fabiana   | Rafa      | Camila S. | Rafa      |           |           |           |           |           |           |           |           |           |  |
| 12     | Camila S. | Liana     | Liana     |           |           |           |           |           |           |           |           |           |           |  |
| 13     | Liana     | Jéssyca   |           |           |           |           |           |           |           |           |           |           |           |  |

     Thí sinh bị loại
     Thí sinh chiến thắng cuộc thi

### Buổi chụp hình
- Tập 1: Ảnh phong cách theo nhóm (casting)
- Tập 2: Những phong cách khác nhau trên sàn diễn thời trang
- Tập 3: Áo tắm với người mẫu nam
- Tập 4: Ảnh chân dung với những chiếc mũ điên rồ
- Tập 5: Ảnh quảng cáo giày trong khối hộp
- Tập 6: Video thời trang: Đồ trắng trước màn hình sặc sỡ
- Tập 7: Hóa thân thành bò sát
- Tập 8: Thời trang rạp xiếc
- Tập 9: Tạo dáng trong áo tắm với phụ kiện và bị bao phủ trong tấm nilông
- Tập 10: Người phụ nữ gợi cảm, bí ẩn và kịch tính
- Tập 11: Haute Couture
- Tập 12: Ảnh tạo dáng ảo ảnh phần sau; Ảnh bìa tạp chí Gloss